# Risotto

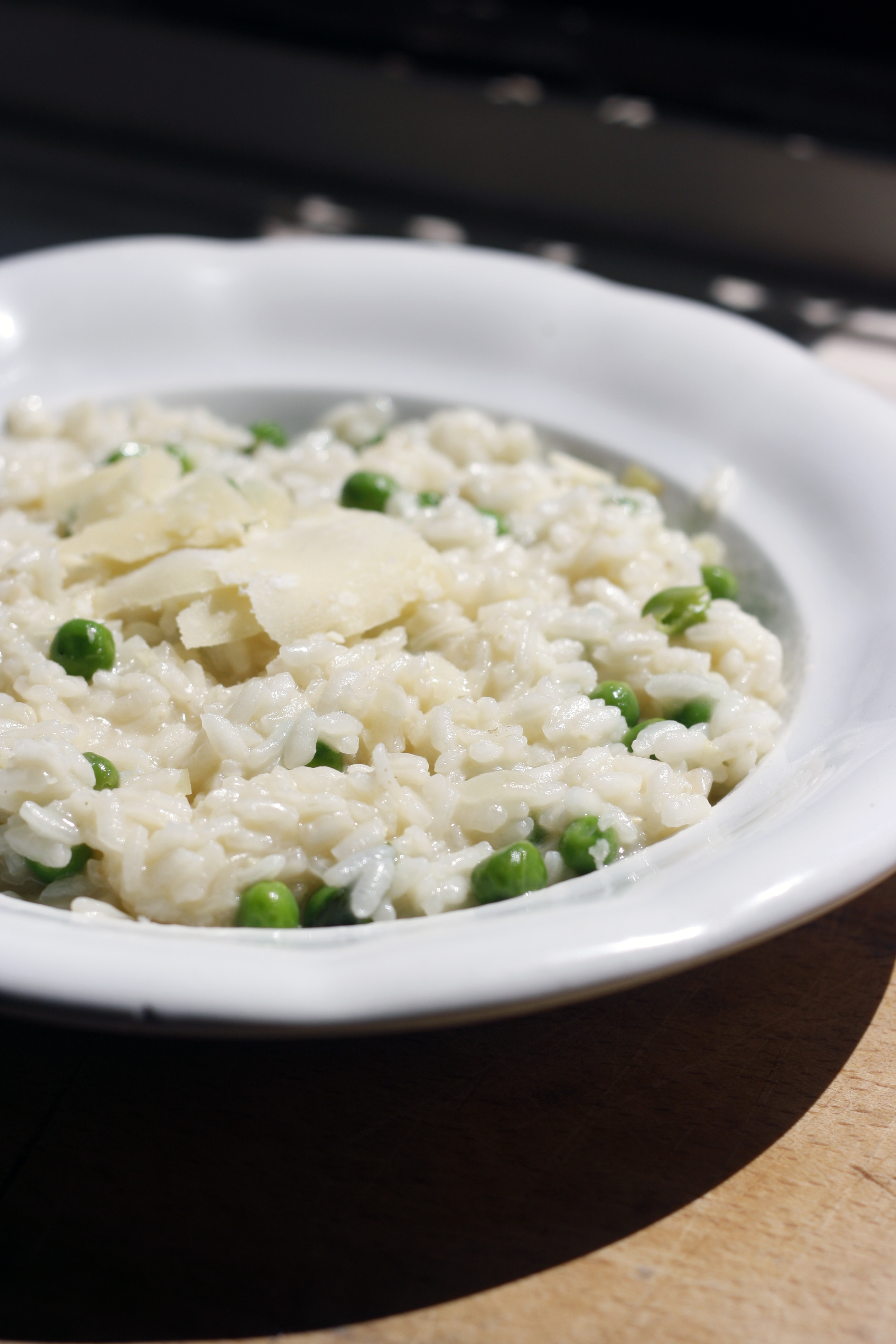
Risotto

O risotto ou risoto é um prato típico italiano em que se fritam levemente as cebolas e o arbório, ou o arroz em manteiga, e se vai gradualmente deitando caldo de carne ou legumes e outros ingredientes, até o arroz estar cozido e não poder absorver mais líquido.
Risotto [riˈzɔtto], que significa literalmente arrozinho, é um prato típico da região do Norte da Itália, mais especificamente ele provém da Lombardia. O risotto data do século XI quando a Sicília era dominada pelos Sarracenos e esses trouxeram o grão usado para a preparação do risotto.